# Stenanthium
Stenanthium es un género de plantas con flores perteneciente a la familia Melanthiaceae. Es originario del centro y este de EUA hasta México. Comprende 26 especies descritas y de estas, solo 3 aceptadas.

## Taxonomía
El género fue descrito por (A.Gray) Kunth y publicado en Enumeratio Plantarum Omnium Hucusque Cognitarum 4: 189. 1843. La especie tipo es:  Stenanthium angustifolium (Pursh) Kunth.  

## Especies aceptadas
A continuación se brinda un listado de las especies del género Stenanthium aceptadas hasta julio de 2015, ordenadas alfabéticamente. Para cada una se indica el nombre binomial seguido del autor, abreviado según las convenciones y usos.	

## Especies
- Stenanthium densum (Desr.) Zomlefer & Judd, Novon 12: 304 (2002).
- Stenanthium diffusum Wofford, Sida 22: 450 (2006).
- Stenanthium gramineum (Ker Gawl.) Morong, Mem. Torrey Bot. Club 5: 110 (1894).